# 長安・Z-シャイン
長安汽車・志翔 (Chana Z-shine) は、中国の自動車メーカー、長安汽車が製造する小型セダンである。

## 概要
2008年4月に行われた北京モーターショーで発表され、同年6月28日に発売された。
1.6L アルミニウムエンジンおよびDOHC 16バルブ 2Lエンジンを搭載し、5速マニュアルトランスミッションと4速オートマチックトランスミッションが組み合わせられる。